# محوطه کلی زمی
محوطه کلی زمی در شهرستان نیر، بخش کورائیم، دهستان یورتچی غربی، روستای دکمه داغلو واقع شده و این اثر در تاریخ ۱۸ اسفند ۱۳۸۷ با شمارهٔ ثبت ۲۴۹۵۰ به‌عنوان یکی از آثار ملی ایران به ثبت رسیده است.